# Lilla Ljusevattnet
Lilla Ljusevattnet är en sjö i Ale kommun i Västergötland och ingår i Göta älvs huvudavrinningsområde. Sjön ligger i Verleskogens naturreservat (Verle gammelskog) i vildmarksområdet Risveden.